# Tvrdi kositar
Tvrdi kositar je skupni naziv za kositrene slitine, koje su tradicionalno sastavljene od oko 96 % kositra dok je ostatak bakar ili olovo (no nekada su korištene i slitine s većim postotkom olova). Suvremene slitine ovog tipa ne sadrže olovo, nego antimon, ili bizmut. Ove su slitine pretežno korištene za lijev odnosno izradu kositrene folije ili lima. Do početka 20. stoljeća ove su slitine služile za izradu kuhinjskog posuđa i jedaćeg pribora te vrčeva za pivu. Danas se najviše koriste u tehničke svrhe te za jeftini nakit i suvenire.

## Povijest
Najstariji primjeri uporabe slitina ovog tipa pronađeni su u Egiptu,datira ih se oko 1450. godine prije Krista. Tvrdi je kositar u Europi do 19. stoljeća označavan žigovima za finoću slitine, identično kao i kod zlatnih i srebrnih predmeta (žig majstora, žig grada proizvodnje, žig za finoću slitine). Kao i zlatari i srebrnari i ljevači kositra imali su svoje cehove - obrtničke   strukovne udruge. Kod nas je ljevača kositra bilo u Zagrebu i Varaždinu.

## Sastav nekih od slitina
- 96 - 99 % Sn, 1 - 4 % Cu za jedaći pribor i posuđe
- 92 - 96 % Sn, 0 - 4 % Cu, 4 % Pb za posude za piće
- 85 % Sn, 15 % Pb za druge primijene,odnosno za predmete koji ne dolaze u dodir s hranom ili pićima

Englezi za slitine ovog tipa koriste naziv pewter odnosno Britanija metal
- Britanija metal: Sn 65–97 %, Sb 1–24 %, Cu 1–5 %, Bizmut 1–5 %
- Pewter:  Sn 81 %, Sb 6 %, Cu 6 %, Pb 7 %
- Queens metal: Sn 88 %, Sb 8 %, Cu 2 %, Bizmut 2 %

| Naziv                                                                          | Sastav                                       |
| ------------------------------------------------------------------------------ | -------------------------------------------- |
| Blockzinn                                                                      | Bez dodatka olova, ili pretopljenih predmeta |
| Klarzinn, CL, LZ                                                               | Čisti kositar,poput engleskog                |
| Kronzinn                                                                       | 15 dijelova kositra : 1 dio olova            |
| Feinzinn, Fini kositar,Feingut, Engleski kositar Reichsprobe, Nürnberger Probe | 9 ili 10 dijelova kositra : 1 dio olova      |
| Engleski kositar                                                               | 100 dijelova kositra : 1 dio bakra           |
| Vollgut                                                                        | 5 dijelova kositra : 1 dio olova             |
| Halbgut (Nürnberg)                                                             | 5 dijelova kositra : 1 dio olova             |
| Halbgut (sjeverna Njemačka)                                                    | 2½ dijelova kositra : 1 dio olova            |
| Mankgut                                                                        | 3 dijela kositra : 1 dio olova               |

## Vanjske poveznice
- PewterBank  Arhivirana inačica izvorne stranice od 16. siječnja 2010. (Wayback Machine)
- Bundesverband des Deutschen Zinngießerhandwerks e. V.
- Worshipful Company of Pewterers
- Pewter Society
- Die Zinngießerkunst (1795.)  Arhivirana inačica izvorne stranice od 9. ožujka 2021. (Wayback Machine)